# Hvannasund község
Hvannasund község (feröeriül: Hvannasunds kommuna) egy község Feröeren. Viðoy és Borðoy szigeteken fekszik. A Føroya Kommunufelag önkormányzati szövetség tagja.

## Történelem
A község jelenlegi formájában 1950-ben jött létre Viðareiði községből való kiválással.
2008. szeptember 3-án a községi tanács úgy döntött, hogy népszavazást ír ki a Klaksvík községgel való egyesülésről. A referendumot szeptember 17-én tartották. A 321 választásra jogosultból 278-an vettek részt a szavazáson. Az eredmény szerint – 208 ellene, 68 mellette, 2 érvénytelen – a szavazópolgárok egyértelműen elutasították a tervet.

## Önkormányzat és közigazgatás

### Települések
| Település  | Népesség | Mióta a község része | Előző község     | Megjegyzés         |
| ---------- | -------- | -------------------- | ---------------- | ------------------ |
| Depil      | 3        | 1950                 | Viðareiði község |                    |
| Hvannasund | 250      | 1950                 | Viðareiði község | A község székhelye |
| Múli       | 0        | 1950                 | Viðareiði község |                    |
| Norðdepil  | 162      | 1950                 | Viðareiði község |                    |
| Norðtoftir | 2        | 1950                 | Viðareiði község |                    |

### Polgármesterek
- Veronika Petersen (2009–)[7]
- Júst Poulsen ( – 2008)[8]

## Népesség
| Év              | Lakosság |
| --------------- | -------- |
| 1986. január 1. | 443      |
| 1991. január 1. | 488      |
| 1996. január 1. | 445      |
| 2001. január 1. | 449      |
| 2006. január 1. | 451      |